# Arturo Bendini
Arturo Bendini (Brescia, 17 avril 1891 – France, 13 juillet 1944) a été un homme politique italien, député communiste du 1924 au 1926.

## Biographie
De Brescia sa famille avait déménagé à la fin du XIXe siècle en Piémont, où Arturo Bendini, ouvrier socialiste, a joué très jeune activité syndicale à Collegno, petite ville près de Turin. Sous-officier dans la Première Guerre mondiale, il a fait partie des « Guardie rosse » (Gardes rouges), composées en 1919: en tant que tel, il a pris part aux grandes grèves de Turin et à l'occupation des usines en septembre 1920. Il a été parmi les quelque 300 « Arditi del popolo » (Hardis du peuple) de Turin, formés à l'été de 1921 pour s'opposer aux fascistes.
Le 11 novembre 1920, il a été élu maire socialiste de Collegno, et a rejoint le Parti communiste depuis sa fondation, le 21 janvier 1921. Arrêté et condamné à un an de prison, terminée sa peine, il a déménagé à la France pour échapper aux menaces de mort des fascistes italiens et il est revenu à l’Italie une fois élu député du Parlement en avril 1924. Pendant la dictature de Benito Mussolini, en novembre 1926 Bendini a échappé à l'arrestation, ordonnée contre les parlementaires et les dirigeants communistes, en se réfugiant en France. Il a été ainsi chargé, mais dans la clandestinité, au procès contre Antonio Gramsci, Umberto Terracini et d'autres dirigeants communistes, commencé le 28 mai 1928.
En 1941, il a été arrêté par la police du gouvernement de Vichy et incarcéré à Gaillac, où il a été libéré le 17 avril 1944 par l'action des maquis français et il a rejoint la Résistance des Francs-tireurs partisans contre les Allemands, qui l’ont tué au combat le 13 juillet 1944. Ses restes ont été portés à l'Italie en 1950 et enterrés dans le cimetière de Collegno.
En cette ville, le 3 mars 2008, le Parti des « Democratici di Sinistra » (Démocrates de Gauche) a institué à son nom une Fondation qui a pour but « la protection des valeurs de la Gauche ».